# غيلبرتو مارتينيز
غيلبرتو مارتينيز (بالإسبانية: Gilberto Martínez)‏ هو لاعب رماية مكسيكي، ولد في 4 فبراير 1897 في سالتيو في المكسيك، وتوفي في 2 يونيو 1974.

## وصلات خارجية
- غيلبرتو مارتينيز على موقع أوليمبيديا (الإنجليزية)